# 冯坪乡
冯坪乡，是中华人民共和国重庆市奉节县下辖的一个乡镇级行政单位。

## 行政区划
冯坪乡下辖以下地区：
庙坝村、石泉村、百福村、皂角村、龙坝村、中村、明堂村和南津村。